# 日本製鐵兼二浦製鉄所

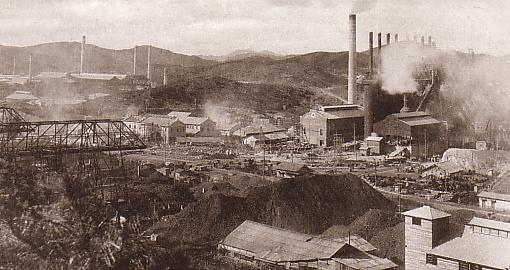
日本統治時代の日本製鐵兼二浦製鉄所

日本製鐵 兼二浦製鉄所（にほんせいてつ けんじほせいてつしょ）は、かつて存在した日本製鐵株式會社（日鐵）の製鉄所である。朝鮮の黄海道黄州郡（現在の朝鮮民主主義人民共和国黄海北道松林市）に建設された。

## 概要
1917年（大正6年）に、三菱財閥系の三菱製鐵によって建設された製鉄所である。三菱製鐵の製鉄合同への参加により、1934年（昭和9年）に日鐵の兼二浦製鉄所となった。1945年（昭和20年）の太平洋戦争終戦に伴い、日鐵の手を離れた。1920年代の一時期を除いて、高炉による銑鉄製造から製鋼、鋼材圧延までを手がける銑鋼一貫製鉄所であった。
製鉄所の立地する兼二浦は朝鮮半島西側（黄海）の町である。周囲には鉱山（鉄山）があり、それらから供給される鉄鉱石で兼二浦製鉄所は鉄鋼を製造していた。

## 設備
兼二浦製鉄所は銑鉄から鋼材までを一貫して製造する「銑鋼一貫製鉄所」である。主な設備に、石炭を乾留してコークスとするコークス炉、鉄鉱石をコークスで燃焼させて銑鉄とする高炉（溶鉱炉）、銑鉄を精錬（＝製鋼）し鋼塊とする平炉、鋼塊を圧延し製品の鋼材とする圧延設備があった。圧延設備で製造される鋼材は、大形の形鋼と主に造船向けに出荷される厚板であった。
主な設備とその能力（公称能力、1937年以降）は以下のとおりである。
- 溶鉱炉 - 3基、年産計35万トン（日産1000トン）
  - 第1溶鉱炉 - 年産12万2500トン（日産350トン）
  - 第2溶鉱炉 - 年産10万5000トン（日産300トン）
  - 第3溶鉱炉 - 年産12万2500トン（日産350トン）
- コークス炉 - 4団、年産計37万9000トン
- 平炉 - 3基、年産計15万トン
- 条鋼圧延設備 - 年産7万トン
- 厚板圧延設備 - 年産10万トン

三菱製鐵時代の操業開始当初は、溶鉱炉2基、平炉3基、条鋼・厚板圧延設備とコークス炉で稼動していた。しかし、第一次世界大戦後の海軍軍縮の影響を受け、1922年（大正11年）に製鋼・圧延工程を停止し、溶鉱炉の操業のみとしていた。これらの再稼動は1934年（昭和9年）の日鐵発足の前後である。1937年（昭和12年）には、日鐵発足時にはすでに休止していた第1溶鉱炉を拡張の上再稼動させる工事が実施された。1940年（昭和15年）には製鋼過程に予備精錬炉が新設され、平炉と予備精錬炉の合併法により製鋼時間が短縮された。
兼二浦製鉄所ならではの設備として、低リン銑炉がある。低リン銑炉では低リン銑や低白リン銑が製造され、最盛期には年間3万トンを製造していた。納入先は主に呉海軍工廠である。
鉄鋼の原料となる鉄鉱石は、主に黄海道・平安南道から褐鉄鉱が調達され品位は比較的良好であった。一方コークス用の石炭（粘結炭）は朝鮮半島内で得らず、華北・九州・北海道・樺太などからの購入が必要で、石炭の入荷状況が生産を大きく左右した。
上記のような鉄鋼生産に関連する設備のほかにも、コークス炉から発生するコールタールなどを利用してベンゼン・ナフタリン・ピッチ・クレオソート油・アントラセン・硫酸アンモニウム（硫安）などの化成品を生産する設備が存在した。

## 年表
- 1912年（大正元年） - 三菱合資会社が兼二浦での製鉄所建設を決定。
- 1915年（大正4年） - 三菱合資会社により着工。
- 1917年（大正6年）9月30日 - 三菱製鐵株式会社設立、三菱合資会社より製鉄所の建設を引き継ぐ。
- 1918年（大正7年）
  - 6月13日 - 第1溶鉱炉初火入れ、製鉄所操業開始。
  - 8月 - 第2溶鉱炉初火入れ。
  - 年内に、ナフタリン・硫安などの化成品の製造も開始。
- 1919年（大正8年）
  - 3月 - 1号平炉の操業開始により、製鋼作業を開始。
  - 4月 - 2号平炉操業開始。
  - 6月 - 圧延設備の稼働により、条鋼・厚板の圧延を開始。
- 1921年（大正10年）1月 - 3号平炉操業開始。
- 1922年（大正11年）4月 - 平炉・圧延設備停止。
- 1929年（昭和4年） - ベンゼン系製品の製造を開始。
- 1931年（昭和6年）12月 - 第3溶鉱炉火入れ。
- 1933年（昭和8年）1月 - 1号平炉再開で、製鋼を再開。
- 1934年（昭和9年）
  - 2月1日 - 製鉄合同により、日本製鐵兼二浦製鉄所発足。
  - 5月 - 2号平炉と厚板圧延設備が再開。
- 1935年（昭和10年）
  - 1月 - 3号平炉再開（平炉全基再開）。
  - 5月 - 条鋼圧延工場が再開。
- 1937年（昭和12年）8月27日 - 第1溶鉱炉再火入れ（日鐵発足時にはすでに休止中）。
- 1940年（昭和15年）10月 - 製鋼過程に予備精錬炉を新設。
- 1945年（昭和20年）8月27日 - 全溶鉱炉吹き止め。日鐵による操業を終了。

## 戦後
1946年2月に黄海製鉄所と名前を変え現在に至っている。